# Имперское графство Бонндорф
Имперское графство Бонндорф (нем. Reichsherrschaft Bonndorf), — государство в составе Священной Римской империи на территории Швабии, в 1614 г. отделившееся от ландграфства Штюлинген и управлявшееся аббатом монастыря Святого Власия. После секуляризации монастыря в 1806 г. графство Бонндорф вошло в состав великого герцогства Баден.

## История

### До XVI в.
В 1250 г. сеньоры Люпфен унаследовали ландграфство Штюлинген от сеньоров Кюссабург, которые, в свою очередь, унаследовали его от графов Штюлинген. Семья фон Люпфен вымерла вместе с графом Генрихом в 1582 г. Ещё в 1572 г. император Максимилиан II пообещал полковнику Конраду фон Паппенгейму право на ландграфство Штюлинген как на имперскую вотчину (нем. Reichslehen). Однако, когда он занял замок Гогенлупфен после смерти последнего графа фон Люпфена, в 1591 г. из-за придворных интриг он был заключен в тюрьму в замке Хоэнтюбинген, где и умер в 1603 г. Первоначально ландграфство перешло к наследникам аллодов Люпфен — графу Карлу II фон Цоллерну и зятю графа покойного Петеру фрайгерру фон Мёрспергу.
В 1589 году император Рудольф II признал притязания Конрада фон Паппенгейма на имперскую вотчину Штюлингер, но Конрад продолжал находиться в плену. В 1605 г. его сын Максимилиан унаследовал ландграфство Штюлинген. Петеру фон Мёрспергу удалось сохранить сеньории Розенегг и Бонндорф, но суверенитет над ними остался за Паппенгеймами.

### Монастырь Святого Власия
В 1609 г. сын фрайгерра Петера фон Мёрсберга Иоахим Кристоф из-за долгов был вынужден продать свои права на сеньорию монастырю Святого Власия за 150 тыс. гульденов. В 1612 г. Максимилиан фон Паппенгейм продал свои суверенные права на амты Бондорф (за 88,5 тыс. гульденов), Блюмегг, Беттмаринген и Гутенбург монастырю Святого Власия, поскольку в 1605 г. ему пришлось выплатить большую компенсацию наследникам сеньоров Люпфен. Тем самым аббат Мартин Мейстер I объединил все права на управление Бонндорфом.
С одобрения коллегии курфюрстов и императора Маттиаса в 1613 г. и фактической передачи суверенных прав в 1614 году ландграфство Штюлинген теперь было разделено: перешедшее к княжеству Фюрстенберг южную половину с прежним названием и северную часть, которая теперь называлась имперской сеньорией или графством Бонндорф и принадлежала аббатству Святого Власия. Это позволило аббату войти в скамью имперских графов, но место и права голоса в Швабском имперском округе и рейхстаге были получены лишь в 1662 г. (1 куриатский голос на скамье швабских графов). В 1746 г. аббат Франц Шехтелин получил титул имперского князя.
Хотя, с одной стороны, аббат теперь управлял имперской территорией, с другой стороны, его аббатство продолжало оставаться поместьем Передней Австрии, и он занимал пост президента швабской коллегии имперских прелатов земских штатов Брайсгау после того, как великий приор Хайтерсхайма прекратил занимать этот пост по политическим/правовым причинам.
К концу Священной Римской империи в Бондорфском княжестве проживало около 8 тыс. жителей. По имперскому матрикулу графство обязалось уплачивать 25 гульденов и 30 крейцеров.

### Ликвидация
Заключительное постановление Имперской депутации 1803 г. привело к секуляризации монастыря Святого Власия, переданного Мальтийскому ордену, который так и не смог взять под свой контроль свои владения.
По Пресбургскому миру 1805 г. курфюршество Вюртемберг претендовало на графство Бонндорф. В протоколе о запланированной передаче 15 апреля 1806 г. записано, что к Вюртембергу было передано только графство Бонндорф, тогда как сеньории Графенхаузен, Биркендорф, Беттмаринген, Блюмегг и Гутенбург первоначально оставались оккупированными войсками Франции и курфюршества Баден.
Согласно 19 статье Акта о создании Рейнского союза 12 июня 1806 г. королевство Вюртемберг уступило, среди прочего, графство Бонндорф великому герцогству Бадену в обмен на приобретения Бадена в других местах.